# 椭圆厚壳蛤
椭圆厚壳蛤（学名：Indocrassatella oblongata），是帘蛤目厚壳蛤科壮壳蛤属的一种。主要分布于韩国、中国大陆，常栖息在潮下带。